# Bożena Trzcińska
Bożena Trzcińska (ur. 24 stycznia 1976) – polska lekkoatletka, specjalizująca się w skoku w dal, mistrzyni i reprezentantka Polski.

## Kariera sportowa
Była zawodniczką Skry Warszawa.
Na mistrzostwach Polski seniorek wywalczyła dziesięć medali, w tym sześć w sztafecie 4 x 100 metrów (złoty w 1999, srebrny (1995 i brązowe w 1994, 1996, 1997 i 2004) oraz cztery w skoku w dal (srebrny w 2002, brązowe w 1997, 1999 i 2003. Na halowych mistrzostwach Polski seniorek wywalczyła dwa brązowe medale w skoku w dal - w 2001 i 2002.    
Reprezentowała Polskę na młodzieżowych mistrzostwach Europy w 1997, gdzie w skoku w dal zajęła 12. miejsce z wynikiem 5,89, w superlidze Pucharu Europy w 1999, gdzie zajęła 5. miejsce w skoku w dal, z wynikiem 6,17 oraz w I lidze Pucharu Europy w 2003, gdzie zajęła 4. miejsce w skoku w dal, z wynikiem 6,23.
Rekord życiowy w skoku w dal: 6,65 (5.06.1999).